# Gerolamo Pittaluga
Gerolamo Pittaluga (Genova, 1691 circa – 1743) è stato uno scultore italiano.

## Biografia

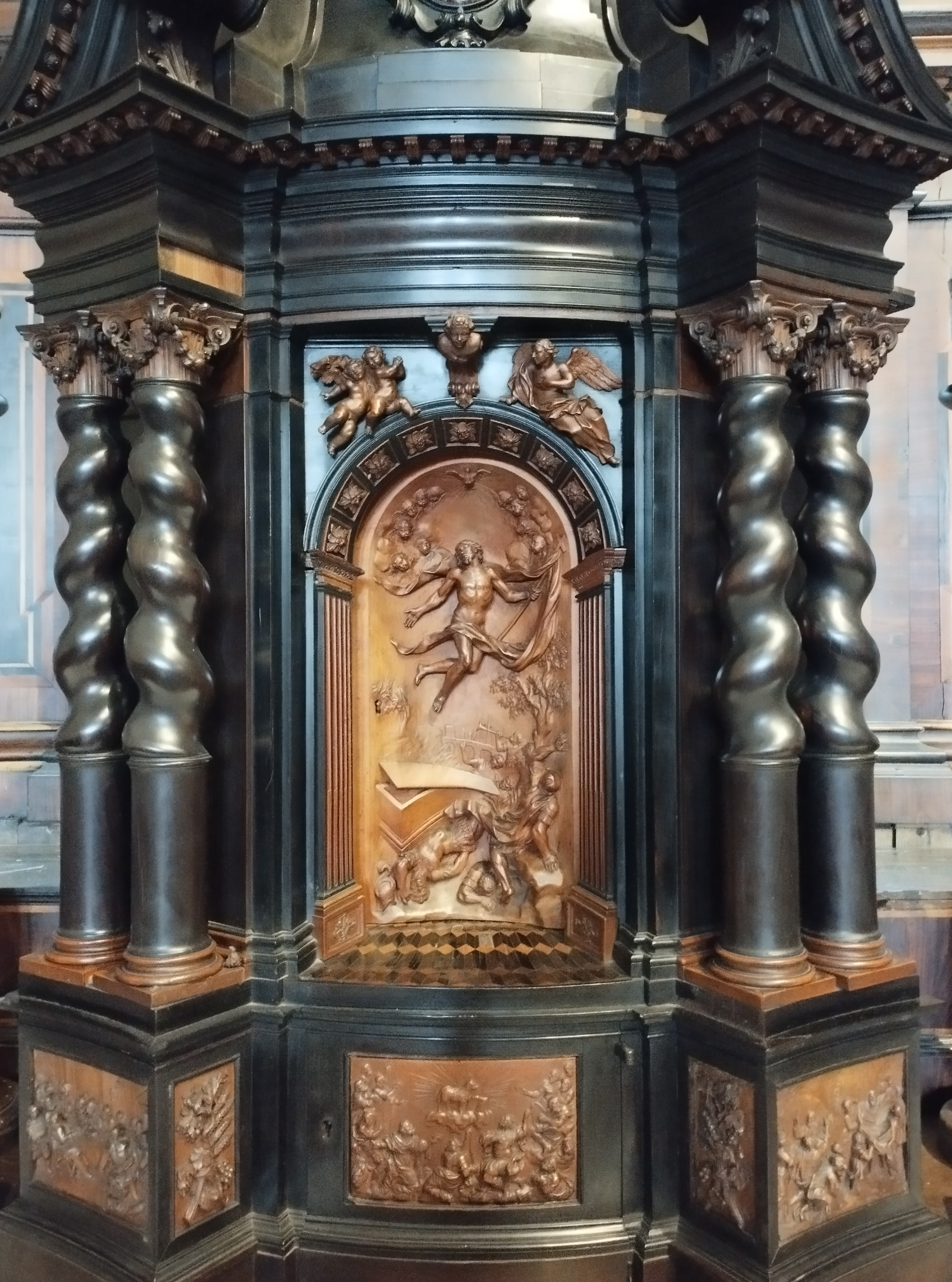
Gerolamo Pittaluga, Tabernacolo dell'ex Convento dei Cappuccini di Lisbona (Portogallo), attuale Chiesa di Nostra Signora della Porziuncola (realizzato sulla base di disegni di Lorenzo de Ferrari).

Nato da umile famiglia contadina nel quartiere genovese Sampierdarena, Pittaluga manifesta la propensione per l'arte in giovane età e diviene discepolo dello scultore Pietro Maria Ciurlo, presto superandolo, e dedicandosi, anche come autodidatta, alla produzione scultorea di statue in legno a soggetto religioso. Studia inoltre, da vicino, le opere di Anton Maria Maragliano.
Nel 1721 riceve, assieme allo scultore Giacomo Boda, la commissione per una serie di lavori presso la Basilica della Santissima Annunziata del Vastato.
In seguito, realizza opere per la chiesa parrocchiale della Caminata di Ne, per la Casaccia di S. Antonio Abate di Chiavari, per la parrocchiale di S. Sabina, per la chiesa dedicata a S. Antonio di Padova a Sampierdarena.
Verso il finire degli anni 1730, realizza un tabernacolo di pregio per il Convento dei Cappuccini di Lisbona, sulla base di disegni di Lorenzo de Ferrari, su commissione del re del Portogallo, Giovanni V. Quest'opera, giudicata dal biografo Carlo Giuseppe Ratti tra i «più egregi lavori» del maestro genovese, presenta somiglianze col tabernacolo che lo stesso Pittaluga produce, nel medesimo periodo, per la Chiesa dei Cappuccini di Genova.